# За цим обрієм
За цим обрієм (англ. Beyond This Horizon) — утопічний науково-фантастичний роман Роберта Гайнлайна, що 1942 року виходив у журналі «Astounding Science Fiction» (квітень, травень), під псевдонімом Anson MacDonald. Опублікований повністю 1948 року у видавництві «Fantasy Press».
Роман порушує проблеми генетичного контролю над суспільством та євгеніки. Економічна доктрина суспільства запозичена з першого, неопублікованого роману Гайнлайна «Для нас, що живуть».

## Сюжет
У романі зображений світ десь після 2075 року. Основним центром людської цивілізації є Американський континент. Неофіційною метою суспільства є виведення надлюдини генетичним шляхом. Освоєна Сонячна система — на Місяці існують бази і центри розваг, на Плутоні — великий науковий центр. Тропічні міста-сади розкидані по берегах Оріноко. В Євразії колись існувала потужна «Імперія Великого Хана», також заснована на генетичному контролі, але вона була знищена в «атомній війні 1970», і тепер там живуть дикі племена кам'яної доби.
Генетичний відбір для покращення здоров'я, довголіття та інтелекту є добровільним, але настільки поширений, що немодифіковані «контрольні особи» — рідкісна меншина, що дотується державою. З воєнних часів заведене вільне носіння зброї та дуельний кодекс, як соціально-прийнятний спосіб підтримання доброчесності у суспільстві; чоловік може носити особливу пов'язку, щоб показати своє небажання до дуелі, але це призводить до пониження його соціального статусу. Пов'язку найчастіше носять «диконароджені», оскільки мають повільнішу реакцію, схильні до хвороб та дії алкоголю.
Світ став економічною утопією: «економічний дивіденд» настільки високий, що робота стала необов'язковою. Основна економічна проблема — використати економічні надлишки: багато якісних товарів коштують дешевше, ніж менш якісні. Люди використовують товари нижчої якості як символи статусу. Уряд значною мірою інвестує в наукові дослідження, але це має побічний ефект надалі підвищення продуктивності, тому довгострокові проєкти без очікуваної економічної привабливості мають найвищий пріоритет, після медичних досліджень.
Головний герой Фелікс Гамільтон є типовим уберменшем. Він працює чиновником та має солідний дохід від ігрових автоматів на Місяці. Фелікс є передостаннім кроком у «елітній лінії», призначеній для породження найвищих людських якостей. Однак йому бракує ейдетичної пам'яті, що унеможливлює його роботу «енциклопедичним синтетистом», які займають високі урядові посади. Тому він вважає своє життя та суспільство, в якому він живе, приємним, але безглуздим.
Один з синтетистів розшукує Фелікса і непокоїться, чому той не планує продовжувати свій рід, йому доводиться розповісти всю картину генетичної програми, щоб породити зацікавленість у Фелікса. Виявляється, Фелікс найбільшою мірою володіє всіма, крім однієї, цінними людськими якостями для цього суспільства: він природжений лідер і виживальщик. Саме ці якості роблять ліберальне суспільство сильним і в свій час допомогли йому перемогти «Імперію Великого Хана», де культивувалися вузькоспеціалізовані мутанти, що масово вимирали при зміні умов.
Через відвідування синтетиста, Фелікс опиняється втягнутим у спробу бунту екстремістів, які планують заснувати кастове суспільство. Це не тільки дає йому мету, але й переконує його, що це суспільство варто захищати і служити йому.
Він погоджується на селекційний шлюб, в результаті народжується геніальний син, здатний до телепатії. У фіналі у Фелікса народжується дочка, в якій її старший брат розглядає реінкарнацію однієї з високих чиновниць, яка підлаштувала свою смерть якраз напередодні народження дитини.

## Нагороди
- 2018 року роман ретроспективно був відзначений премією «Г'юго» як найкращий роман 1943 року.